# Чи пам'ятаєш ти Доллі Белл?
Чи пам'ятаєш ти Доллі Белл? (босн. Sjećaš li se Doli Bel?, серб. Сјећаш ли се Доли Бел?) — югославський художній фільм 1981 року.

## Сюжет
Події фільму відбуваються в 50-ті роки 20 століття в Сараєво. Підліток Діно (Славко Штімац) закохується у повію на прізвисько Доллі Белл. Також намагається розвинути в собі гіпнотичні здібності та грає в самодіяльній музичній групі. Лейбмотивом у фільмі звучить пісня Адріано Челентано «24 Mila Baci» («24 тисячі поцілунків»). Фільм показує дорослішання підлітка і формування особистості на тлі убогого духовно життя у комуністичній Югославії тих часів.

## У ролях
- Славко Штімац — Діно
- Слободан Алігрудич — Батько Діно
- Лільяна Благоєвич — Доллі Белл
- Міра Баняц — Мати Діно
- Павле Вуїсич — Дядько
- Нада Пані — Тітка
- Боро Степанович — Цвікерас
- Зіка Рістич — Ціца

## Нагороди
- 1981 — приз «Золотий лев» на Венеціанському кінофестивалі за найкращий дебютний фільм
- 1982 — приз кинокритиків на фестивалі в Сан-Паулу